# Игропуло, Константин Валерьевич
Константин Валерьевич Игропуло (род. 14 апреля 1985, Ставрополь) — российско-греческий гандболист, правый полусредний сборной России, мастер спорта России международного класса; тренер.

## Биография
Начал заниматься гандболом в 1999 году в родном Ставрополе. Первый тренер — Виталий Владимирович Волынченко.
В 2007 году окончил физико-математический факультет Ставропольского университета.
В 2019 году перешёл в польский клуб «Висла». В 2020 году завершил карьеру.
Игровую карьеру завершил в 2020 году.
9 октября 2021 стал главным тренером ставропольского «Виктора», где начинал свою игровую карьеру.
Летом 2022 года Игропуло вошёл в тренерский штаб Карлоса Ортеги в «Барселоне».

## Спортивные достижения
- Чемпион России 2006, 2007, 2008 и 2009 годов
- Чемпион Греции 2004
- Обладатель Кубка обладателей кубков Европы 2006 года
- Обладатель Кубка Испании 2009 и 2011 годов
- Чемпион Испании 2011 и 2012 годов
- Победитель Лиги чемпионов 2011 года
- Финалист Лиги чемпионов 2010 года
- Обладатель Кубка Германии 2014 года
- Чемпион Европы 2004 по пляжному гандболу
- Бронзовый призёр чемпионата мира 2004 года по пляжному гандболу
- Участник Олимпийских игр 2008 года в Пекине (забросил 36 мячей)

## Интересные факты
В июле 2016 года Константин Игропуло спас 7-летнюю девочку, упавшую с эскалатора общественно-культурного центра «Галактика» в Красной Поляне. Спортсмену удалось поймать ребёнка, едва не травмировав ключицу.

## Статистика
| Сезон     | Клуб         | Лига       | Матчи | Голы | 7-метр | Голы |
| --------- | ------------ | ---------- | ----- | ---- | ------ | ---- |
| 2012/13   | Фюксе Берлин | Бундеслига | 25    | 122  | 41     | 81   |
| 2013/14   | Фюксе Берлин | Бундеслига | 32    | 158  | 46     | 112  |
| 2014/15   | Фюксе Берлин | Бундеслига | 31    | 120  | 32     | 88   |
| 2012—2015 | Итого        | Бундеслига | 88    | 400  | 119    | 281  |